# Ubre

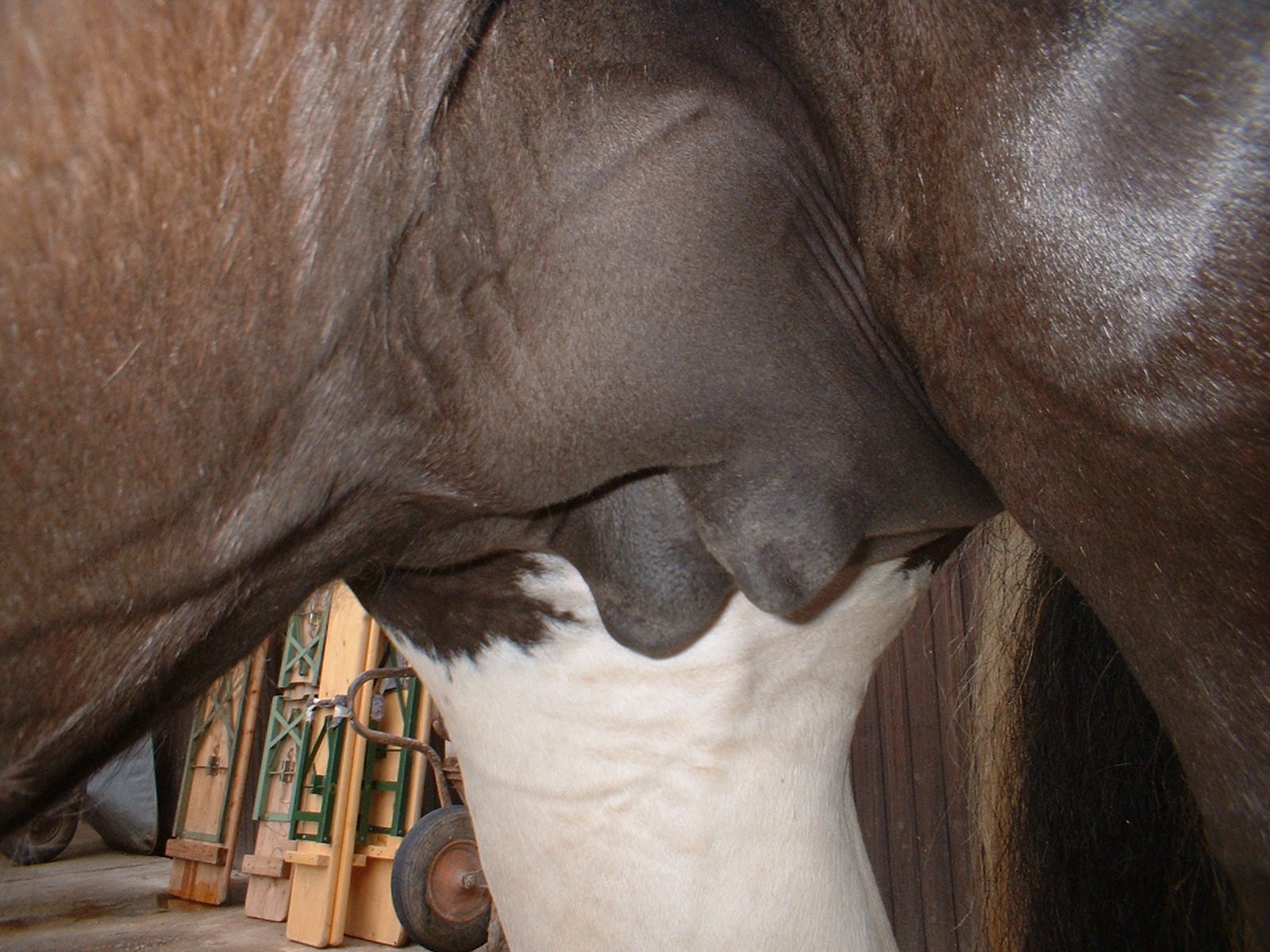
La ubre de una yegua.

Ubre  es el nombre que recibe el complejo mamario cuando está ubicado únicamente en el área inguinal de un animal. La ubre es el órgano mamario de las vacas y otros mamíferos, como cabras, caballos y ovejas.
Una vaca tiene una ubre y cuatro pezones, mientras que las cabras tienen dos pezones en sus ubres. La ubre de una vaca puede albergar 15 litros de leche, y tiene un peso total de 50 kg aproximadamente.
El cuidado e higiene de la ubre en las vacas es importante para la leche, ayudando a la producción ininterrumpida y previniendo enfermedades como la mastitis. Existen productos para tratar la piel agrietada de la ubre. Esto ayuda a prevenir la infección bacteriana y reduce la irritación durante el ordeño de las copas, por lo que es menos probable que la vaca las patee. Se ha demostrado que la incorporación de suplementos nutricionales en la dieta, incluida la vitamina E, es un método adicional para mejorar la salud de la ubre y reducir la infección.